# Nahmerbach
Der Nahmerbach oder kurz die Nahmer ist ein 11,54 km langer, orografisch linker Nebenfluss der Lenne in Nordrhein-Westfalen. Er ist namensgebend für den Stadtteil Nahmer. Die Landschaft des oberen Nahmertals wird auch als Nahmer Schweiz bezeichnet.

## Geographie

### Verlauf
Der Bach entspringt laut Landesvermessungsamt NRW nahe der zu Nachrodt-Wiblingwerde gehörenden Ortschaft Waldstück auf einer Höhe von 446 m ü. NN. Auf der Deutschen Grundkarte trägt jedoch ein weiterer Quellbach den Namen Nahmerbach, der bei der Ortschaft Sonnenscheid auf 461 m ü. NN entspringt und nach 1,5 km in den erstgenannten mündet.
Der Nahmerbach fließt vorwiegend in nordnordwestliche Richtung als Grenzbach der Gemeinden Nachrodt-Wiblingwerde und Schalksmühle, durchfließt Hagen und mündet dann in Hagen-Hohenlimburg auf einer Höhe von 117 m ü. NN von links in die Lenne. Auf seinem 11,2 km langen Weg durchläuft der Bach einen Höhenunterschied von 329 m, was einem mittleren Sohlgefälle von 29,4 ‰ entspricht.

### Zuflüsse

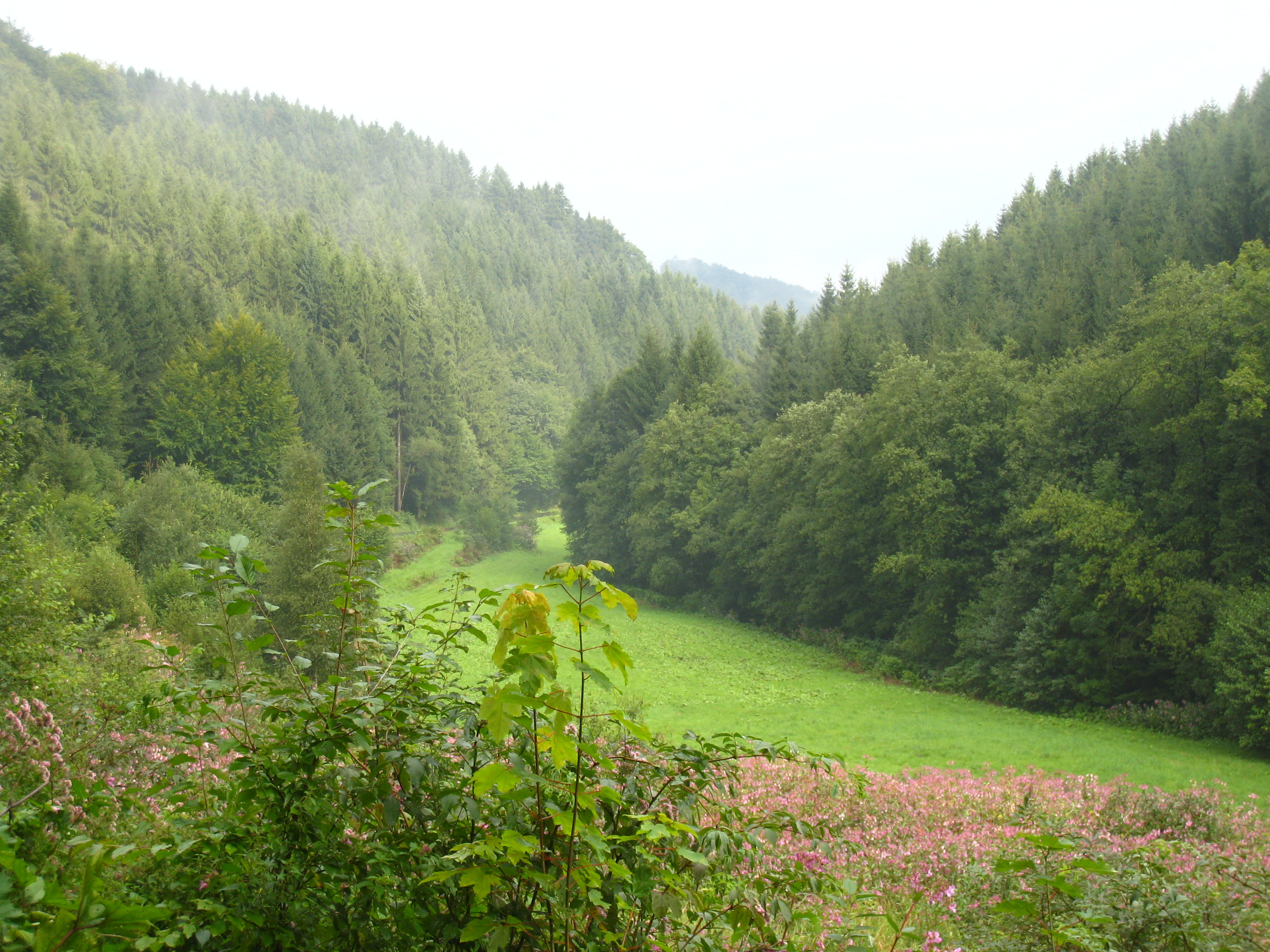
Das obere Nahmerbachtal

- Mesekendahler Bach
- Brenscheider Bach
- Kamer Siepen
- Westerbach
- Biekmannssiepen
- Hemecke
- Germes Siepen
- Langenscheider Bach
- Hobräcker Bach
- Kleine Heimke
- Stöckinghagener Bach
- Wiggenschlader Bach
- Wörder Bach
- Mühlenschlader Bach
- Nimmerbach
- Haardtbach
- Bergbach

## Koenig-See

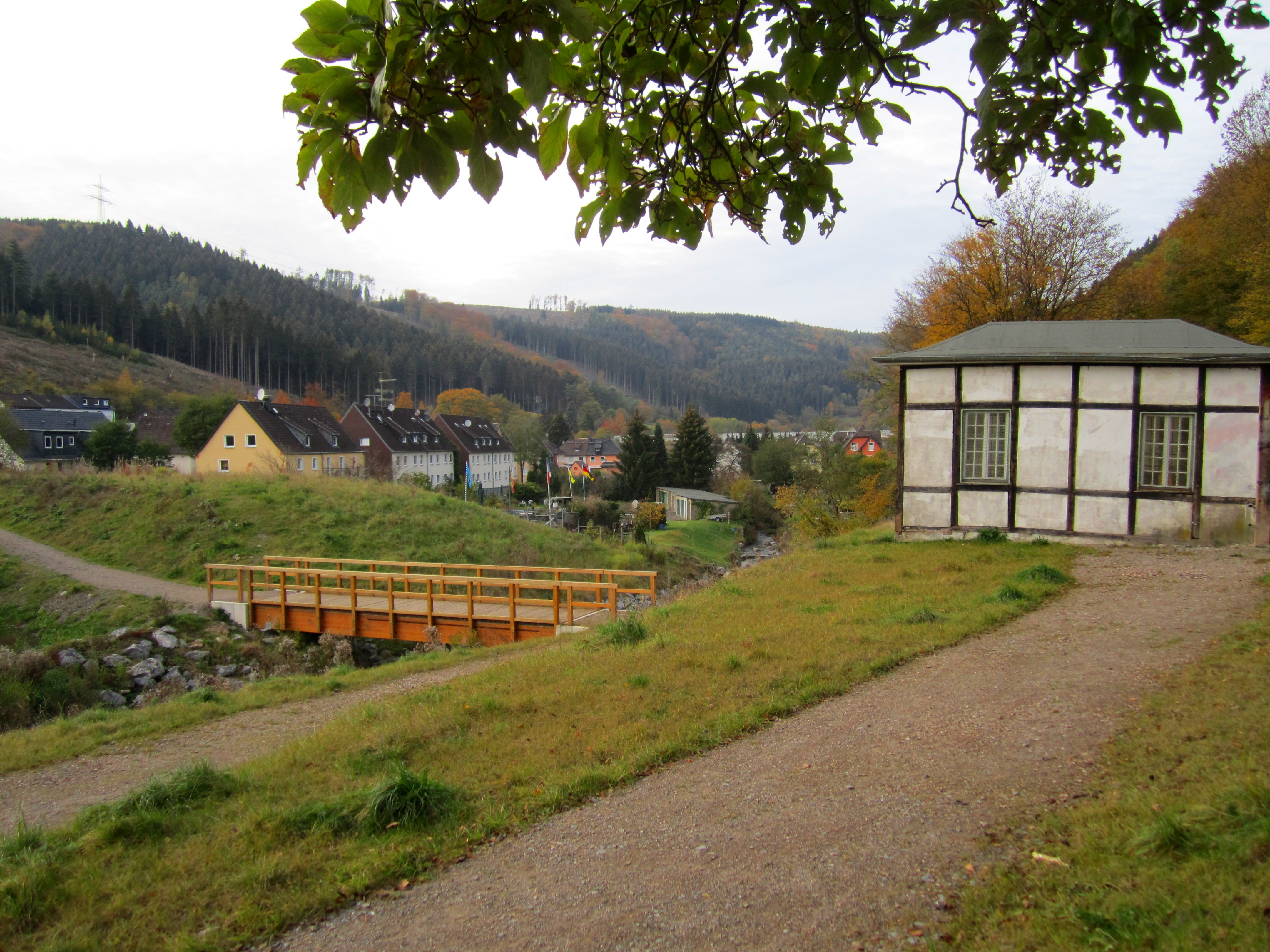
Reste des Dammes am ehemaligen Koenig-See

Am Lahmen Hasen befand sich ein Stauteich, der sogenannte Koenig-See, der nach dem Industriellen Heinrich Koenig benannt ist. Der Teich wurde angelegt, um das Kühlwasser für die Firma WURAG zu bevorraten. In den Sommermonaten war der See früher ein beliebtes Ausflugsziel. 1995 wurde der Teich mit Schließung des Krupp-Werkes abgelassen.

## Gewerbe
Am Nahmerbach liegen zahlreiche ehemalige Wassermühlen, Hammerwerke und im Unterlauf weitere Industrieanlagen der Hohenlimburger Kaltwalzindustrie. Zu den industriegeschichtlich bedeutsamen Bauten gehören die ehemalige Schlossbrauerei, das Lennewehr, die ehemalige Walze, das Walzwerk Firma Giebel, das Verwaltungsgebäude eines früheren Kupferhammers, ein ehemaliges Fabrikantenhaus, der Selbachshammer, die Brenscheider Kornmühle und die Brenscheider Ölmühle.
Im 17. Jahrhundert etablierte sich im Tal der Wupper eine bedeutende Textilindustrie; ihre sogenannten Barmer Artikel – Litzen, Bänder, Garne, Stoffe, Kleidung usw. – wurden in die ganze Welt exportiert. Aber nicht nur die Rohstoffe mussten an die Wupper importiert werden, auch die notwendigen Maschinen wie Webstühle und Spinnmaschinen. Ein elementarer Bestandteil der Maschinen war ab dem Anfang des 19. Jahrhunderts Metalldraht.
Um den wachsenden Bedarf an Draht für die Maschinen der Wuppertaler Textilindustrie zu decken, siedelten sich am Nahmerbach Drahtziehereien und ab 1850 mit dem Aufkommen der Krinolinen- und Korsettmode vor allem Kaltwalzbetriebe an. Es wurden in großer Menge hochwertiger Stahlbänder und Spezialdrahte hergestellt, die neben der Textilindustrie auch für die Herstellung von Fahrrädern und Schreibmaschinen Verwendung fanden.
Im unteren Nahmerbachtal bis Hohenlimburg bestand gegen Ende des 19. Jahrhunderts eine der höchsten Dichten dieses Industriezweigs in der Region, die parallel zum Bach verlaufende Hohenlimburger Kleinbahn sorgte für die Anbindung an das Eisenbahnnetz. Einige wenige Betriebe produzieren hier trotz des massiven Strukturwandels noch heute. Dazu gehört die Firma C. D. Wälzholz in der Unternahmer, vor deren Werkseinfahrt eine Lokomotive der Hohenlimburger Kleinbahn ausgestellt ist. Die Firma J. P. Hüseken & Comp in der Obernahmer und dem Nimmertal besaß ein Fabrikantenhaus aus den Jahren vor 1810, das heute als Wohnhaus genutzt wird. Architektonisch beachtenswert ist der dreiteilige Fassadenteil der 1925 errichteten Firma Giebel. Diese Industriedenkmäler sind Bestandteil der Route der Industriekultur.
Im Oberlauf des Nahmerbachs finden sich heute einige Teiche, die zur Forellenzucht genutzt werden.